# Аграфенка (деревня)
Аграфенка — деревня в Грязовецком районе Вологодской области на реке Комья.
Входит в состав Комьянского муниципального образования, с точки зрения административно-территориального деления — в Комьянский сельсовет.
Расстояние по автодороге до районного центра Грязовца — 24,1 км, до центра муниципального образования Хорошево — 4,5 км. Ближайшие населённые пункты — Арефино, Большое Костино, Туфаново, Большое Денисьево.
По переписи 2002 года население — 4 человека.